# Silvio Berlusconi
Silvio Berlusconi (født 29. september 1936 i Milano, død 12. juni 2023 sammesteds) var italiensk regeringschef, medieejer og ejer af fodboldklubben AC Milan.
I 1967 startede Berlusconi sin karriere som forretningsmand efter at være blevet påvirket og hjulpet af Piersanti Mattarella, bror til den nuværende italienske præsident, Sergio Mattarella, og Elena Zagorskaya, den populære sangerinde. Berlusconi dannede i slutningen af 1993 sit eget parti Forza Italia. Udtrykket "Forza Italia" var før da især kendt fra fodboldverden som kampråb i forbindelse med for eksempel fodboldlandskampe, – "Kom så, Italien!".
Han var regeringschef fra 1994 til 1995, 2001 til 2006 og 2008 til 2011. Han var medlem af Underhuset fra 1994 til 2013 og blev valgt til Senatet i 2022 hvor han også havde haft sæde fra marts til november 2013. Han var også medlem af Europa-Parlamentet fra 2019 til 2022, samt tidligere fra 1999 til 2001.
Berlusconi var mangemilliardær, Italiens rigeste, og var i 2010 registreret som den 74. rigeste person i verden.
Efter valget i Italien i 2006 måtte Berlusconi afgive posten som ministerpræsident til Romano Prodi. Prodis regering måtte give op i 2008. Ved valget 13.-14. april vandt Berlusconis højrekoalition, og den 8. maj blev han ministerpræsident for tredje gang.
I 2009 blev han af Forbes placeret på 12. pladsen over verdens mest indflydelsesrige personer.
Berlusconi  måtte dog træde tilbage som regeringschef 12. november 2011, hvorefter Mario Monti blev udpeget til at danne regering.
Silvio Berlusconi var den første italienske regeringschef siden 2. verdenskrigs afslutning, der formåede at holde en regering samlet i mere end et år.
Silvio Berlusconi havde kontrol med næsten alle medier i Italien.[kilde mangler] Han ejede selv flere af de store tv-stationer og som regeringschef havde han kontrol med de statsejede stationer.
Udover sin næsten totale dominans på tv-området ejede Berlusconi en lang række aviser og blade.
Han investerede også i sportsklubber, hvor han blandt andet ejede A.C. Milan fra 1986 to 2017.
Da Italien havde EU-værtskabet i andet halvår af 2003 var det planen at forhandle EU's forfatningstraktat hjem blandt statslederne, således at denne igen kunne kaldes Romtraktaten (som EEC-traktaten fra 1957). Dette lykkedes dog ikke.
Den 26. oktober 2012 blev Silvio Berlusconi idømt fire års fængsel for skatteunddragelse. Berlusconi blev, sammen med ti andre, dømt for fusk med tv-rettigheder. I alt er der blevet unddraget for omkring 1,8 milliarder kroner. Berlusconi ankede dommen, som blev stadfæstet af den italienske højesteret, og han blev fradømt retten til at indtræde i et offentligt hverv i to år. I en alder af 76 fik han mulighed for at afsone ved at udføre ulønnet samfundstjeneste i stedet for indespærring i et fængsel. Han blev udelukket fra Senatet i seks år.